# Prozessfähigkeit (Recht)
Prozessfähigkeit bezeichnet die Fähigkeit, innerhalb eines Gerichtsverfahrens Prozesshandlungen (zum Beispiel Erklärungen abgeben, Anträge stellen, Rechtsmittel einlegen) selbst vornehmen zu können oder durch gesetzliche oder bestellte Vertreter vornehmen zu lassen.
Die Prozessfähigkeit ist abzugrenzen von der bürgerlich-rechtlichen Geschäftsfähigkeit einerseits und von den prozessualen Begriffen Postulationsfähigkeit, Parteifähigkeit, Verfahrensfähigkeit und Verhandlungsfähigkeit andererseits.

## Zivilprozess
Im Zivilprozess ist grundsätzlich nur derjenige prozessfähig, der nach Maßgaben des bürgerlichen Rechts geschäftsfähig ist (§ 51 f. ZPO). Dabei besteht zwischen der Geschäfts- und der Prozessfähigkeit eine unmittelbare Akzessorietät. Auch die Prozessunfähigkeit kann daher während eines lichten Intervalls entfallen. Eine "beschränkte Prozessfähigkeit" vergleichbar zur beschränkten Geschäftsfähigkeit des Bürgerlichen Gesetzbuchs kennt die Zivilprozessordnung nicht. Soweit ein Betreuer oder Pfleger für eine geschäftsfähige Person bestellt ist, berührt dies dem Grunde nach die Geschäfts- und Prozessfähigkeit dieser Person auch in prozessualer Hinsicht nicht; führt dieser jedoch ein Gerichtsverfahren für den Betreuten oder das Mündel, so gilt dieser allerdings für das konkrete Verfahren ebenfalls als prozessunfähig (§ 53 ZPO), um die Konfliktlage zugunsten des Betreuers oder Pflegers aufzulösen, die dadurch entstehen könnte, dass andernfalls der Betreute oder das Mündel ein eigenes Gerichtsverfahren anstrengen könnte. Im Falle einer Betreuung mit Einwilligungsvorbehalt gem. § 1903 BGB ist der Betreute demgegenüber bereits als prozessunfähig anzusehen, da er sich insoweit auch nicht wirksam allein materiell-rechtliche verpflichten kann.
Grundsätzlich gelten Parteien zunächst als prozessfähig, solange das Gegenteil nicht bewiesen ist. Das Gericht muss jedoch von Amts wegen eine Untersuchung der Prozessfähigkeit einleiten, wenn sich Zweifel an der Prozessfähigkeit der Partei ergeben. Vor einer eventuellen Beweiserhebung zur Frage der Prozessfähigkeit hat das Gericht die Partei zunächst persönlich anzuhören. Eine Pflicht, sich untersuchen zu lassen, existiert nicht. Allerdings geht eine eventuelle Nichterweislichkeit der Prozessfähigkeit zu Lasten der betroffenen Partei. Wendet sich die Partei mit Rechtsmitteln gegen die Feststellung ihrer Prozessunfähigkeit, ist sie für dieses Verfahren grundsätzlich als prozessfähig anzusehen.
Ob juristische Personen als solche prozessfähig sind, ist umstritten. Aufgrund der Tatsache, dass sie sowieso nur durch ihre Organe als gesetzliche Vertreter handeln können, ergibt sich für die juristische Personen die gleiche Stellung wie für Prozessunfähige.

## Folgen der Prozessunfähigkeit
Ist die fehlende Prozessfähigkeit durch das Gericht erwiesen, hängt die weitere Vorgehensweise davon ab, ob es sich bei der prozessunfähigen Partei um den Kläger oder um den Beklagten handelt und seit wann die Prozessfähigkeit gegeben ist.
Ergibt die gerichtliche Untersuchung, dass der Kläger bereits seit Klageerhebung nicht prozessfähig ist, ist die Klage (außer im sozialgerichtlichen Verfahren) unzulässig, da es mit der Prozessfähigkeit an einer Verfahrensvoraussetzung fehlt. Allerdings muss das Gericht dem Kläger Zeit geben, um für eine ordnungsgemäße Vertretung zu sorgen, und ihn insbesondere auf die Möglichkeit einer Bestellung eines rechtlichen Betreuers hinweisen. Im sozialgerichtlichen Verfahren führt die Prozessunfähigkeit des Klägers zur Bestellung eines besonderen Vertreters, sofern keine anderweitige gesetzliche Vertretung vorhanden ist.
Ist hingegen der Beklagte prozessunfähig, kann ein Verfahren gegen ihn ebenso nicht erfolgen. Bei Gefahr im Verzug ist allerdings auf Antrag des Klägers ein Prozesspfleger (§ 57 ZPO) vom Gericht zu bestellen, um den Beklagten im Prozess zu vertreten.
Verliert eine Partei erst im Laufe des Verfahrens die Prozessfähigkeit, stirbt der gesetzliche Vertreter des Prozessunfähigen oder wird er aus seinem Amt entlassen, ist das Gerichtsverfahren unterbrochen, bis die gesetzliche Vertretung (wieder)hergestellt ist und der gesetzliche Vertreter dies dem Gericht übermittelt (§ 241 ZPO). Dies gilt nicht, wenn die betroffene Partei durch einen Prozessbevollmächtigten vertreten wird, allerdings hat das Gericht das Verfahren auf dessen Antrag auszusetzen. (§ 246 ZPO)
Der Mangel der Prozessfähigkeit ist jedoch rückwirkend heilbar durch die Übernahme des Prozesses durch den gesetzlichen Vertreter und die Genehmigung der bisherigen Prozessführung durch denselben. Vor Klageabweisung ist unter Fristsetzung darauf hinzuweisen (§ 139, § 56 Abs. 2 S. 2 ZPO).

## Andere Prozesse
Die Regelungen gelten über Gesetzesverweise auch für Gerichtsverfahren vor dem Verwaltungsgericht (§ 62 VwGO), Sozialgericht, Arbeitsgericht, Finanzgericht.
In Verfahren der freiwilligen Gerichtsbarkeit nach dem Gesetz über die Angelegenheiten der freiwilligen Gerichtsbarkeit (zum Beispiel Nachlassverfahren) wird die Prozessfähigkeit als Verfahrensfähigkeit bezeichnet. Es gilt der gleiche Grundsatz wie oben genannt.
In Betreuungs- und Unterbringungsverfahren ist die betroffene Person allerdings in jedem Falle verfahrensfähig (§§ 275 und 316 FamFG).

## Zustellung bei Prozessunfähigkeit
Gerichtliche Zustellungen sind an den gesetzlichen Vertreter des Prozessunfähigen vorzunehmen; die Zustellung an den Prozessunfähigen ist unwirksam (§ 170 ZPO). Eine Frist beginnt erst zu laufen, wenn das Schriftstück dem Vertreter tatsächlich zugeht (§ 178 ZPO). Dies gilt allerdings nach einem Urteil des Bundesgerichtshofs nicht für Vollstreckungsbescheide; diese können auch an Prozessunfähige zugestellt werden mit der Folge, dass die Einspruchsfrist in Gang gesetzt wird. Das Gericht sieht hier einen ausreichenden Schutz durch die Möglichkeit der Nichtigkeitsklage, die in diesem Fall auch ohne die vorherige Einlegung von Rechtsmitteln möglich ist.
Entgegen der eindeutigen gesetzlichen Regelungen hält die herrschende Meinung die Zustellung eines Urteils an einen unerkannt Prozessfähigen für wirksam. Dies sei aus Gründen der Rechtssicherheit nötig, damit die Rechtsmittelfristen beginnen und das Urteil Rechtskraft erklangen könne.